# HD16305
GSC4701-1000 є подвійною зорею, що знаходиться у сузір'ї Кит.
Ця подвійна система має видиму зоряну величину в смузі V приблизно 9,1.
Вона розташована на відстані близько 1032,1 світлових років від Сонця.

## Подвійна зоря
Головна зоря цієї системи належить до хімічно пекулярних зір й має спектральний клас A3. Інша зірка компонента має спектральний клас F0.